# Goldbergwerke der Insel Sado
Die Goldbergwerke der Insel Sado (japanisch 佐渡島の金山 Sadoshima no kinzan) sind eine Reihe historischer Goldminen auf der japanischen Insel Sado in der Präfektur Niigata. Sie umfassen mehrere Abbaugebiete, die die Entwicklung des Goldbergbaus in Japan während der Edo-Zeit (1603–1868) veranschaulichen, und gehören seit 2024 zum Weltkulturerbe.

## Geographie und Aufbau
Die Minen befinden sich etwa 35 km westlich der Hauptinsel Honshū auf der vulkanischen Insel Sado. Das Minengebiet erstreckt sich über zwei Hauptbereiche:
- Das Nishimikawa-Gebiet im Nordwesten der Kosado-Berge, wo Seifengold abgebaut wurde.
- Das Aikawa-Tsurushi-Gebiet am südlichen Ende des Osado-Gebirges, wo Gold- und Silberadern unter Tage abgebaut wurden.

Diese beiden Hauptgebiete sind in drei Teilbereiche untergliedert, die zusammen die Welterbestätte bilden.

## Geschichte

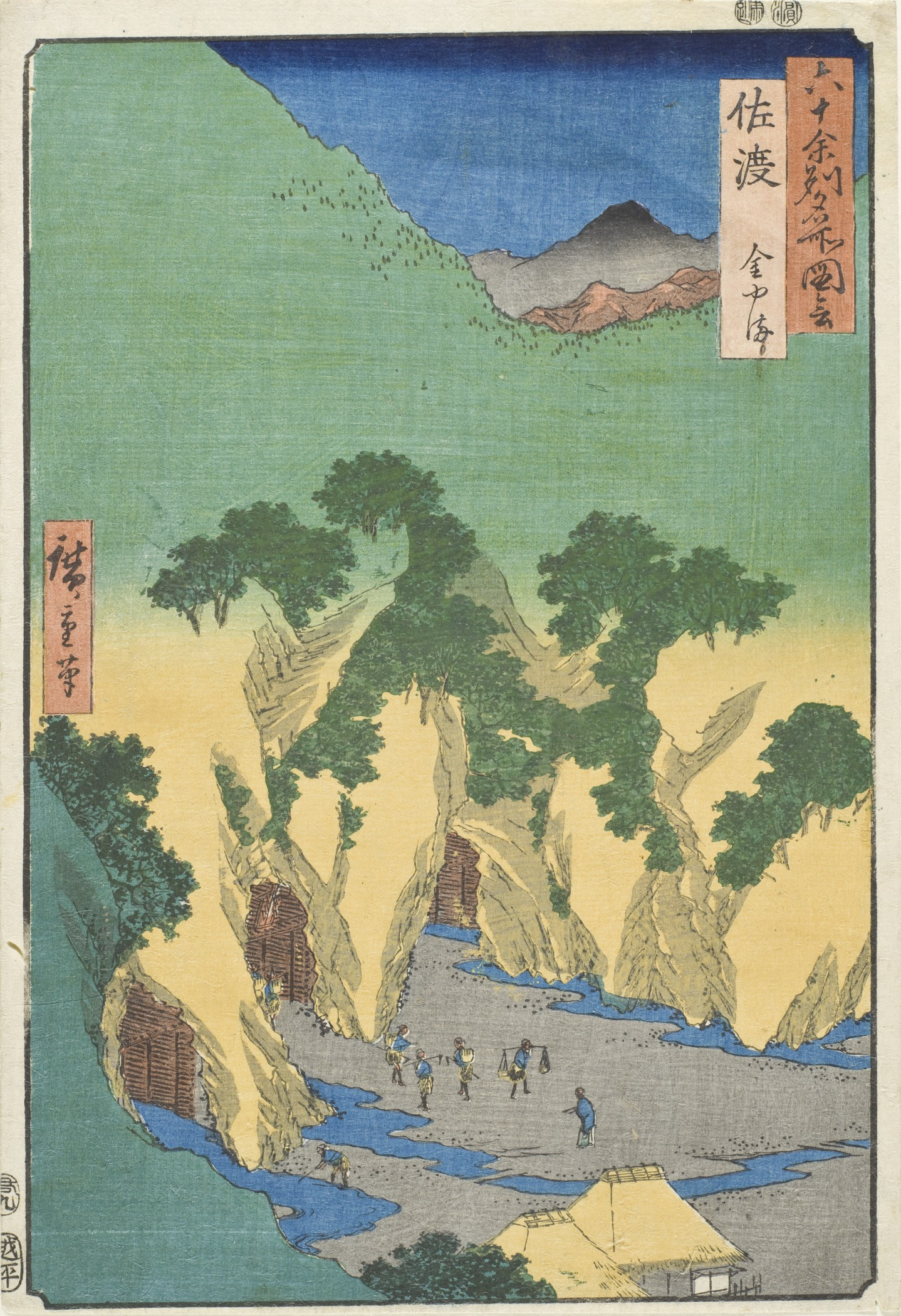
Ukiyo-e einer Sado-Goldmine von Utagawa Hiroshige (1853)

Goldproduktion auf Sado wird bereits in Chroniken des 12. Jahrhunderts erwähnt. Im 16. Jahrhundert erlebte der Bergbau einen Aufschwung durch die Einführung effizienterer Extraktionstechnologien aus China und Korea.
Unter der Herrschaft des Tokugawa-Shogunats im 17. Jahrhundert wurde Japan zu einem der weltweit größten Goldproduzenten, wobei Sado eine der wichtigsten Abbaustätten war. Die Minen standen unter direkter Verwaltung des Shogunats.
Der Bergbau in Nishimikawa wurde 1872 eingestellt. In Aikawa wurde der Betrieb unter wechselnden Betreibern bis 1989 fortgeführt.

## Abbaumethoden
Im Nishimikawa-Gebiet wurde die Onagashi-Methode („großer Fluss“) zum Goldwaschen angewandt. Hierbei wurde Gold aus Kies mit großen Wassermengen ausgewaschen.
Im Aikawa-Tsurushi-Gebiet zeigt sich der Übergang vom Tagebau zum Untertagebau. Es entwickelte sich ein komplexes Netzwerk von Stollen unterschiedlicher Größe und Funktion.

## Erhaltene Strukturen

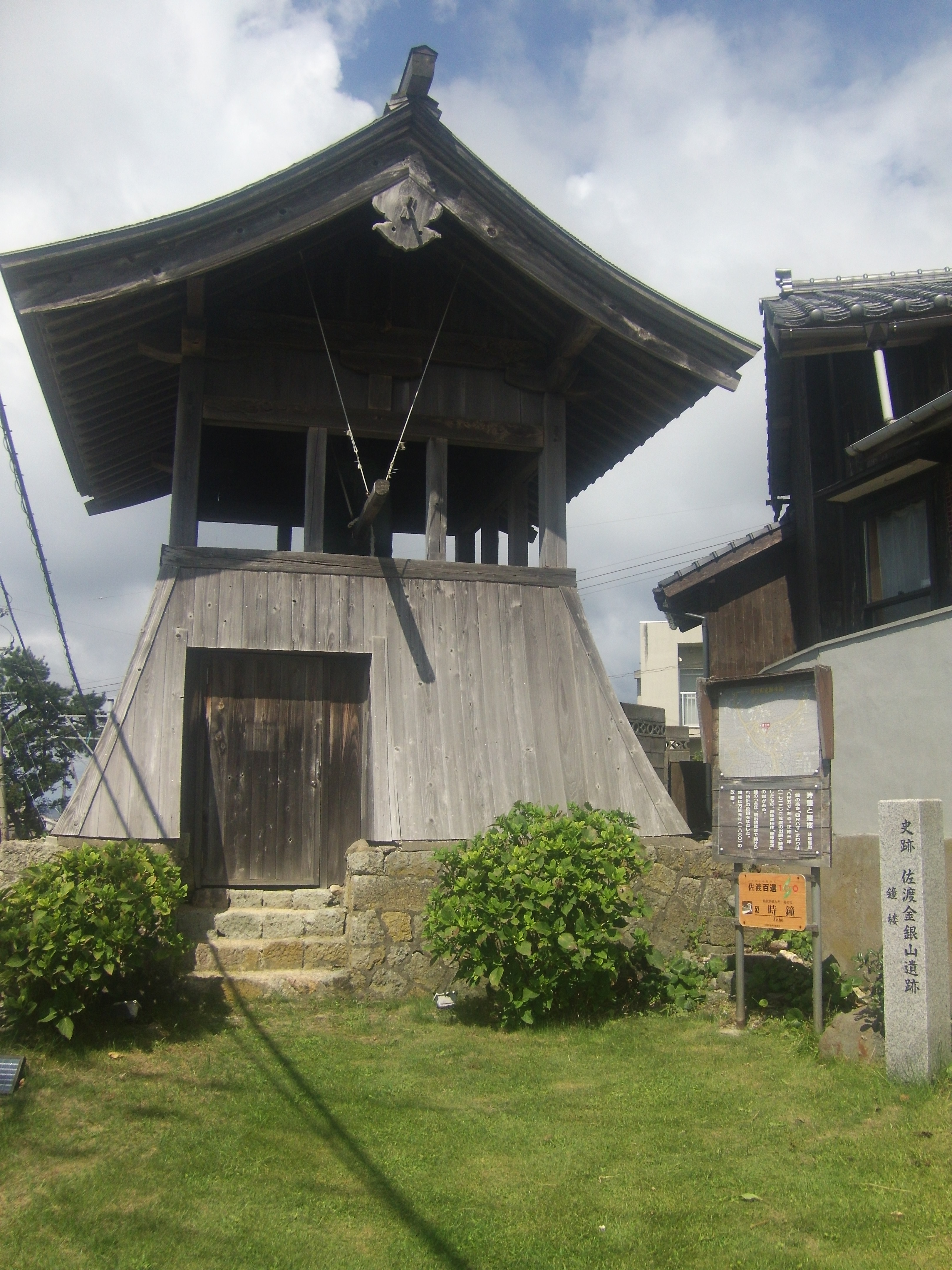
Glockenturm in Aikawa

Zu den erhaltenen Elementen gehören:
- Bergbaugebiete mit Spuren von Tagebau und Stollensystemen
- Wasserkanäle und Stauseen für die Goldwäsche
- Überreste von Siedlungen und Verwaltungsgebäuden
- archäologische Stätten wie das Sado-Magistratsbüro

Die meisten Überreste sind archäologischer Natur, sowohl ober- als auch unterirdisch. Einige Gebäude aus der späteren Bergbauphase des 19. und 20. Jahrhunderts sind ebenfalls erhalten.